# Häjkån Bäjkån band
Häjkån Bäjkån band är en svensk musikgrupp för barn. Bandet består av Tomas Forssell (med artistnamnet Bäjkån) och Ante Levén (med artistnamnet Baljan), resten av medlemmarna har varierat under årens lopp. De var huvudsakligen fem stycken när de släppte albumet Dunder och vagabonder. Bandet fick en Grammis 1990 för albumet Häjkån, mera bäjkån (årets barnmusikproduktion).

## Medlemmar

### Nuvarande medlemmar
- Tomas Forssell - Sång, elgitarr, akustisk gitarr m.m.
- Berndt Baumgartner - Trummor
- Niklas Brevestedt - Bas

### Tidigare medlemmar
- Ante Levén - Sång, trummor m.m.
- Bernt Andersson - Sång, dragspel, munspel, keyboard, skoorgel m.m.
- Mats Larsson - Oktavtrombon och trombon
- Johan Ek - Elgitarr och akustisk gitarr
- Rolf Alm - Dragspel
- Per Melin - Trummor
- Thomas Jäderlund - Saxofon
- Anders Ortman - Keyboard
- Martina Almgren - Trummor
- Sara Edvardsson-Ehrnborg - Bas
- Henke Lovén - Keyboard
- Emil Fritz - oboe

## Diskografi
- 1989 - Häjkån Bäjkån
- 1990 - Häjkån, mera bäjkån
- 1991 - Bäjkån och Bällman
- 1993 - Är du så barnslig, eller?
- 1994 - Dunder och vagabonder
- 1997 - I Indialand
- 2005 - Balla Balla
- 2006 - Himla bra